# 南都銀行
株式会社南都銀行（なんとぎんこう、英: The Nanto Bank, Ltd.）は、奈良県奈良市に本店を置く地方銀行。
行名の「南都」は奈良の別名（古名）である。

## 概要

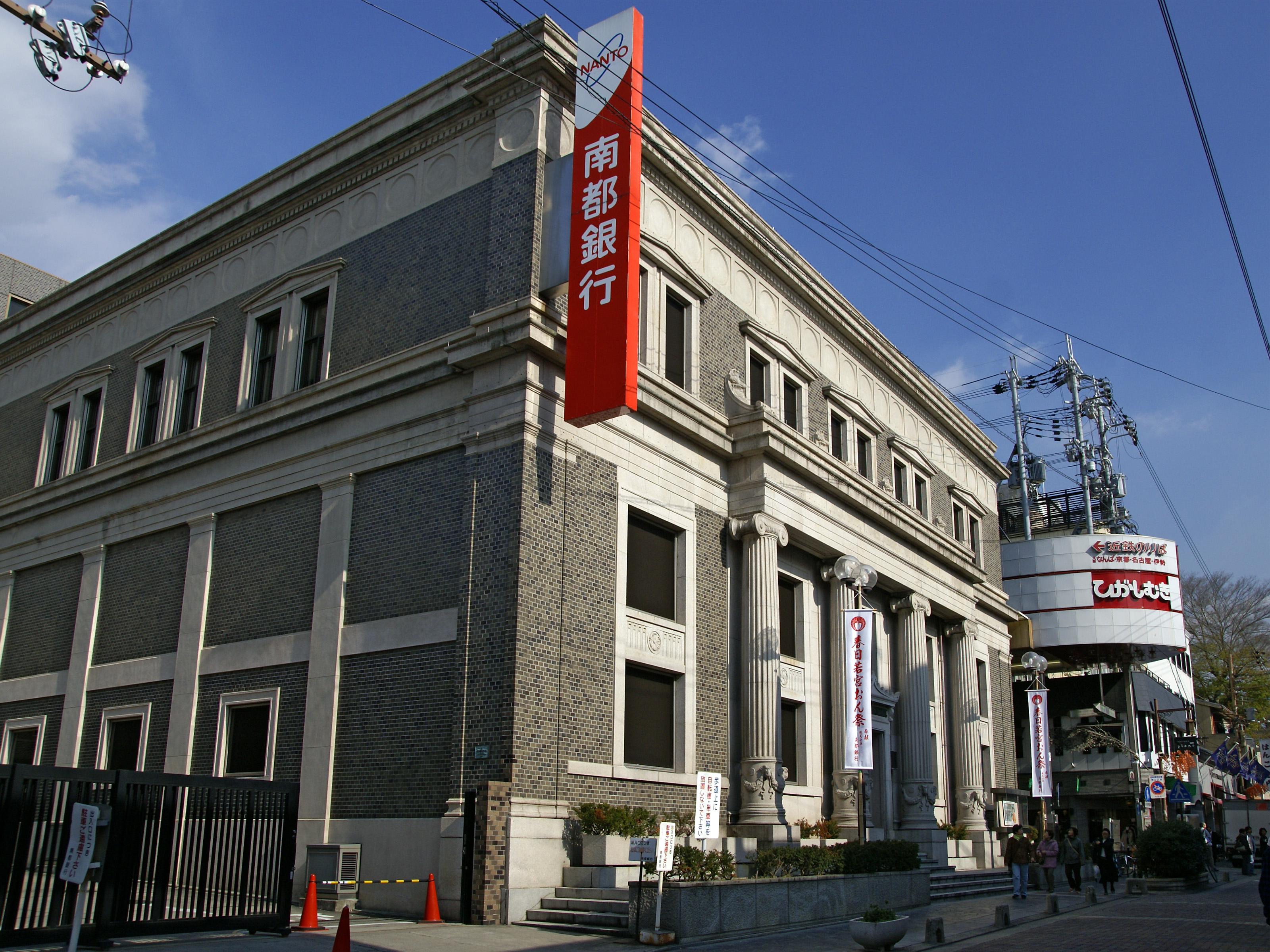
旧本店
(大正15年築、国の登録有形文化財)

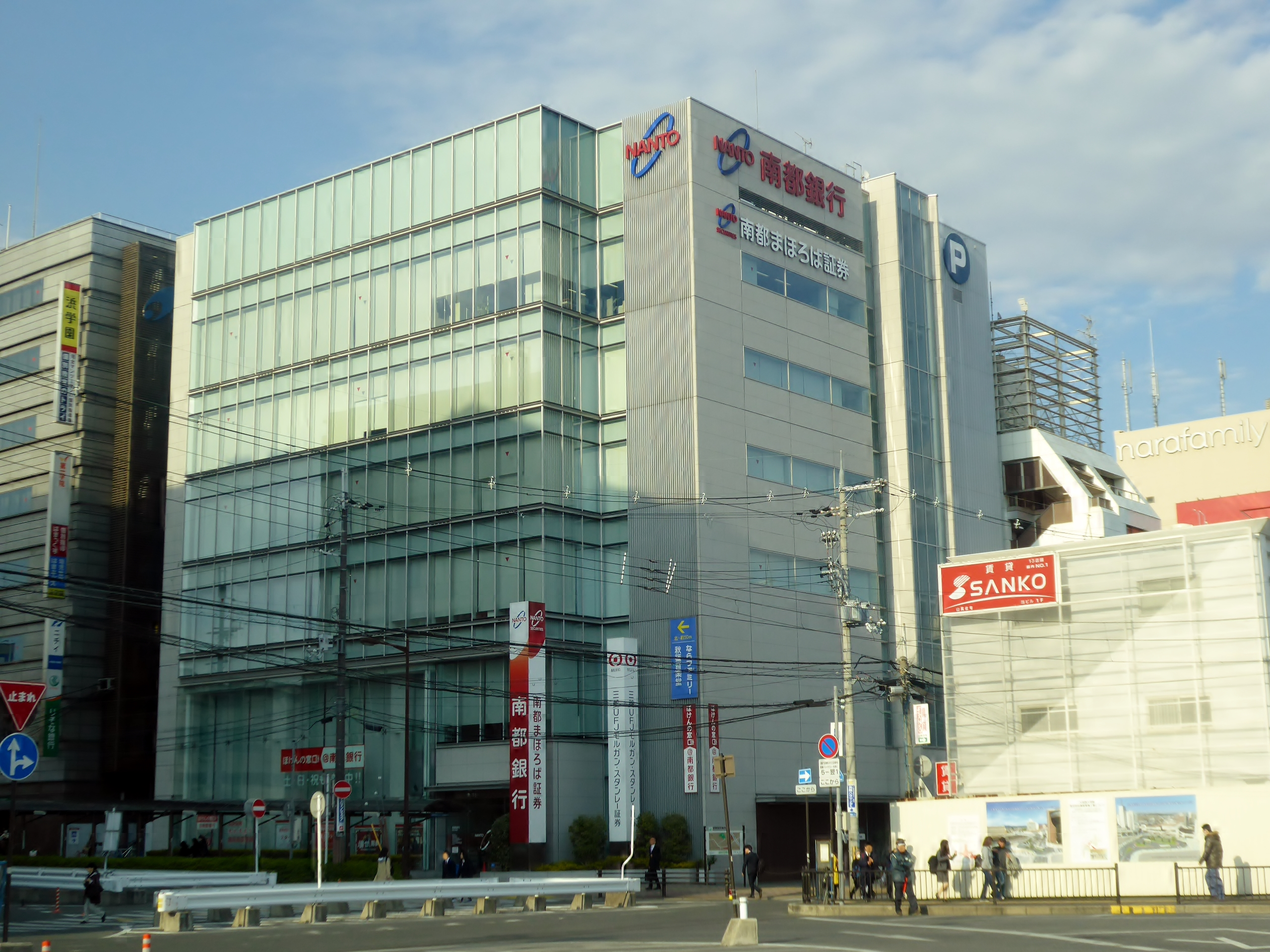
西大寺支店（奈良県）
南都まほろば証券株式会社本社も兼ねている。

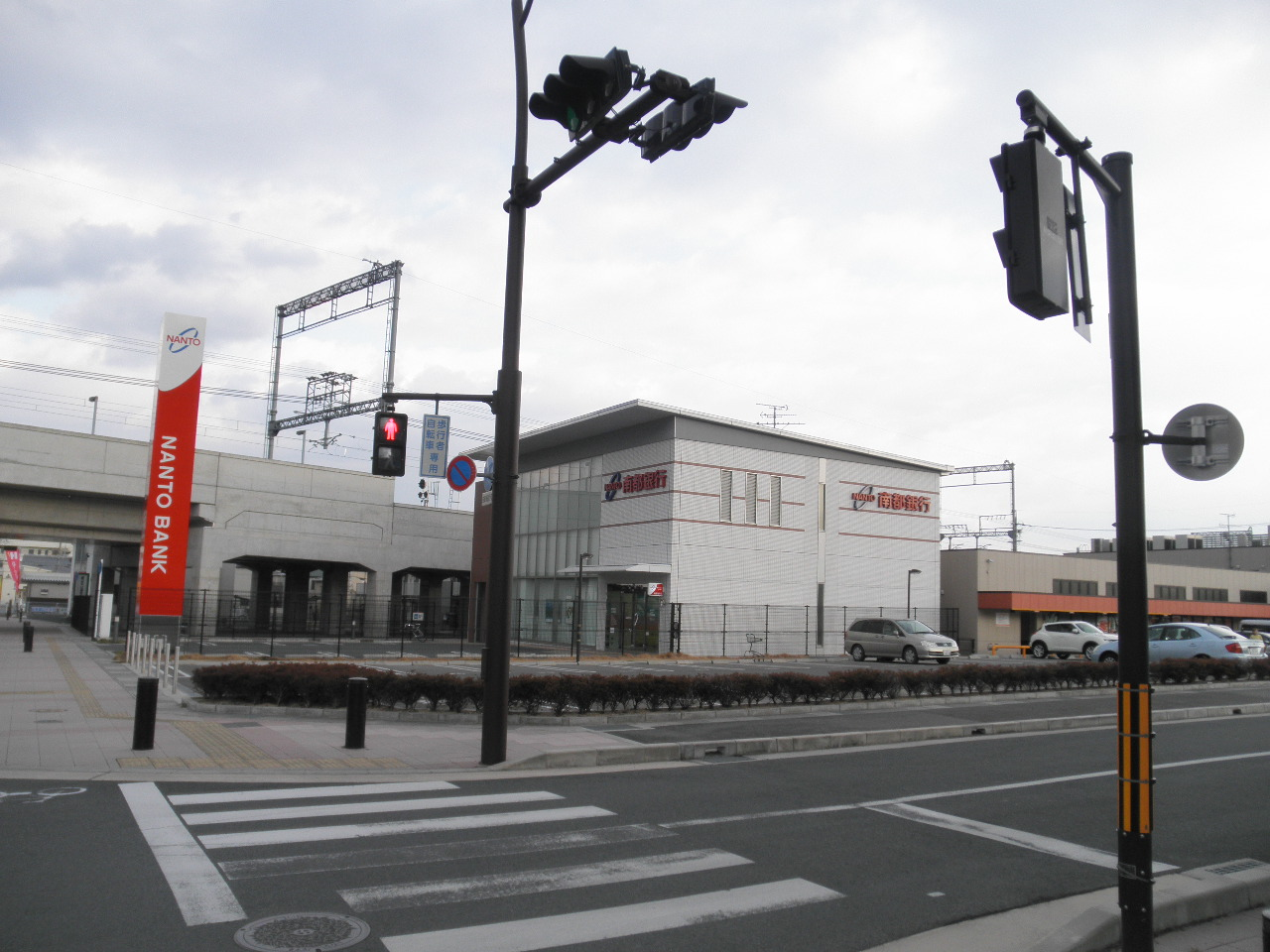
三山木支店（京都府）

地銀協加盟の奈良県における地方銀行である。2006年（平成18年）、奈良銀行がりそな銀行に吸収合併したため、現在は県内に本店を置く唯一の銀行となっている。
三菱銀行（現・三菱UFJ銀行）の親密地銀であり、三菱UFJフィナンシャル・グループとの関係が深い。奈良県および奈良市をはじめとする県内の市町村の多くから指定金融機関として指定されている。
県内での融資などの事業は県経済の不振の影響で伸び悩んでいるものの、県外（大阪府、京都府、和歌山県、三重県、東京都、上海、香港）へ進出して攻勢を強めている。県内においてはメインバンク企業数6割、融資シェア5割、預金シェア3割と圧倒的である。
コンビニATMはイーネット、セブン銀行、ローソン銀行と提携している。また、2019年3月から奈良、大阪、京都の3府県に設置する店舗外ATMの4割（239台）を、一括してセブン銀に委託する。この方針によって、南都銀はATM運営費の年間1億円以上の削減を目指すとしている。
2010年（平成22年）年度より、地元奈良の鹿をモチーフとしたキャラクターとして、「ナントの案内シカ」こと「ナンシカ」（関西弁で「何と言っても」「とにかく」という意味）が登場した。鹿の腹の部分に「ナンシカ」と書かれており、同行のカードローン「キャッシュクイック」のキャラクターとして、同行のホームページやポスターなどに登場している。

## 沿革
戦前・戦中
- 1879年（明治12年）- 旧郡山藩士らにより、第六十八国立銀行が現在の奈良県大和郡山市に設立される。
- 1895年（明治28年）7月 - 株式会社吉野銀行が奈良県吉野郡下市町に設立される。
- 1934年（昭和9年）6月1日 - 六十八・吉野・八木・御所の4行が合併、新たに株式会社南都銀行が奈良市に設立される
- 1943年（昭和18年）8月2日 - 貯蓄銀行業務を開始。
- 1944年（昭和19年）2月10日 - 株式会社大和貯蓄銀行を合併。

戦後
- 1969年（昭和44年）11月11日 - 外国通貨、旅行小切手両替業務を開始。
- 1970年（昭和45年）10月12日 - 電子計算機を導入。
- 1971年（昭和46年）3月12日 - 大阪支店を開設。
- 1974年（昭和49年）
  - 4月13日 - 大阪証券取引所市場第二部へ上場。
  - 6月1日 - 外国為替業務を開始。
- 1975年（昭和50年）9月1日 - 大阪証券取引市場第一部に昇格。
- 1982年（昭和57年）5月17日 - 金売買業務を開始。
- 1983年（昭和58年）
  - 4月1日 - 公債・社債の窓口販売を開始。
  - 6月1日 - 外国為替のコルレス業務を開始。
- 1981年（昭和56年）11月4日 - 東京支店を開設。
- 1982年（昭和57年） - 女子ホッケー部が創部。
- 1985年（昭和60年）6月1日 - 公債・社債のディーリング業務を開始。
- 1986年（昭和61年）3月25日 - 京都支店を開設。
- 1987年（昭和62年）12月1日 - 東京証券取引所市場第一部に上場。
- 1990年（平成2年）9月5日 - ディーシーカードと共同で南都ディーシーカードを設立。
- 1992年（平成4年）- 女子ホッケー部が全日本実業団選手権大会に初優勝。
- 1993年（平成5年）
  - 5月12日 - 海外初の支店の香港駐在員事務所を設立。
  - 7月1日 - 信託代理店業務を開始。
- 1994年（平成6年）4月1日 - 日本証券業協会に加入。
- 1998年（平成10年）12月1日 - 証券投資信託の窓口販売を開始。
- 1999年（平成11年）1月18日 - 奈良県信用組合の事業の全部を譲り受ける。
- 2001年（平成13年）
  - 4月2日 - 保険の窓口販売業務を開始。
  - 12月12日 - 確定拠出年金業務を開始。
- 2002年（平成14年）2月22日 - ISO14001（環境ISO）の認証を取得。
- 2004年（平成16年）12月1日 - 証券の仲介業務を開始。
- 2005年（平成17年）12月11日 - 女子ホッケー部が全日本女子選手権で初優勝。
- 2006年（平成18年） - 奈良県環境保全功労賞（知事表彰）を受賞。
- 2007年（平成19年）
  - この頃、関西アーバン銀行（現・関西みらい銀行）より経営統合の話が持ち上がり、統合後の名称を「都ホールディングス」とするところまで合意に至ったものの、その後の統合交渉が不調に終わり破談となる[8]。
  - 6月28日 - 大阪地区本部設置。
- 2008年（平成20年）　
  - 同社株が社会貢献に関する株価指数シリーズ「FTSE4Good」に組み入れ。
  - 5月7日 - 地銀共同化システム稼動[9]。
  - 6月27日 - 植野康夫が頭取に就任、西口廣宗は会長に。
  - 6月30日 - 大阪中央営業部開設。
- 2009年（平成21年）9月14日 - 兵庫県内第1号店である尼崎支店を開設[10]。
- 2015年（平成27年）6月26日 - 橋本隆史が頭取に就任[11]。
- 2016年（平成28年）12月27日 - 金融庁より、金融機関の信託業務の兼営等に関する法律第1条に基づく信託業務の兼営認可を受けた[12]。
- 2017年（平成29年）4月17日 - 信託業務に参入[13]。
- 2018年（平成30年）11月16日 - 奈良証券（現・南都まほろば証券）を完全子会社化[14][15]。
- 2019年（平成31年・令和元年）
  - 1月17日 - インターネット支店である「まほろば支店」を開設[16]。
  - 3月22日 - セブン銀行との「共同運営ATM」を設置開始（地方銀行初）[17][18][19]。
  - 7月1日 - 子会社の南都スタッフサービス株式会社が、「南都コンサルティング株式会社」へ商号変更すると共に奈良県奈良市橋本町16番地（南都銀行本店内）に本店移転[20]。
  - 9月2日 - 子会社の南都地所を「南都マネジメントサービス株式会社」へ商号変更すると共に奈良県奈良市大宮4丁目297番地の2に本店移転。会社分割により、同社にグループ金融サービスの経営管理事業を承継させ[注 1]、中間持株会社体制へ移行[21]。
  - 9月20日 - 古民家再生ファンドの設立を発表[22]。
- 2023年（令和5年）6月 - 監査等委員会設置会社へ移行[1]。
- 2025年（令和7年）2月 - 本店を奈良市橋本町16番地から奈良市大宮町の現在地に移転。

## 関係会社

### 連結子会社
- 南都マネジメントサービス株式会社[23]
- 南都信用保証株式会社[23]
- 南都リース株式会社[23]
- 南都コンピュータサービス株式会社[23]
- 南都ディーシーカード株式会社[23]
- 南都カードサービス株式会社[23]
- 南都コンサルティング株式会社[23]
- なんとチャレンジド株式会社[23]
- 南都まほろば証券株式会社[23]
- 南都キャピタルパートナーズ株式会社[23]

### 持分法適用関連会社
- 奈良みらいデザイン株式会社[24]
- 奈良古民家まちづくりパートナーズ株式会社[25]

## 女子ホッケー部
1982年（昭和57年）創部の女子ホッケー部が強豪チームとして知られ、1997年（平成9年）に発足したホッケー日本リーグにも初年度から参戦している。2004年（平成16年）には所属の宮崎奈美がアテネオリンピックに出場。2005年には全日本ホッケー選手権大会で悲願の初優勝を果たした。
2010年（平成22年）に平城遷都1300年記念事業が開催されることで、同事業のイメージキャラクターである「せんとくん」がホッケーをする姿を、同行独自のキャラクターとして制定した。あわせて平城遷都1300年記念定期預金「なんとdeせんと」期間限定で発売された。

## 広告展開
イメージキャラクター
- 井阪郁巳[27]（2017年 - ）

南都家の一族
2018年8月 から広告展開しているテレビCMシリーズ。全10話のドラマ仕立てで『南都家の一族』（横溝正史の長編推理小説『犬神家の一族』のパロディ）のタイトルでシリーズ化したCMで、遺産相続で起こりやすい揉めごとを描いている。川上麻衣子のほかに前述の井阪も行員役で出演している。詳細は、南都銀行公式サイト「南都家の一族」を参照。
CM制作の背景には、2017年に近畿地方の地方銀行で初めて取り扱いを開始した信託業務が一般に浸透していないことからPRも兼ねて行われた。また、このシリーズでは川上が証拠隠滅のため遺言書を口に入れるシーンが話題にもなった。当初は奈良県（奈良テレビ放送）のみの放送であったが、近畿地方にも放送が拡大となった。
2019年にはこのシリーズが、全日本広告連盟の「第13回鈴木三郎助地域クリエイティブ大賞」（地域広告が受賞対象）の最優秀賞、放送批評懇談会の「第56回ギャラクシー賞」のテレビCM部門優秀賞をそれぞれ受賞した。